# Neustadtl an der Donau
Neustadtl an der Donau est une commune autrichienne du district d'Amstetten en Basse-Autriche.